# Forum Musik der Universität Bonn
| Forum Musik der Rheinischen Friedrich-Wilhelms-Universität Bonn | Forum Musik der Rheinischen Friedrich-Wilhelms-Universität Bonn     |
| --------------------------------------------------------------- | ------------------------------------------------------------------- |
|                                                                 |                                                                     |
| Sitz:                                                           | Bonn                                                                |
| Träger:                                                         | Rheinische Friedrich-Wilhelms-Universität; Land Nordrhein-Westfalen |
| Gründung:                                                       | 1953                                                                |
| Gattungen:                                                      | Orchester, Chöre, Big Band                                          |
| Leitung:                                                        | Universitätsmusikdirektor Jörg Ritter                               |
| Website:                                                        | https://www.uni-bonn.de/de/universitaet/unileben/forum-musik        |

Das Forum Musik der Rheinischen Friedrich-Wilhelms-Universität Bonn (Bis 2014: Collegium musicum Bonn, bis 2019: Forum Musik und Tanz der Rheinischen Friedrich-Wilhelms-Universität Bonn) ist die zentrale und offizielle Organisationsstelle für Musik an der Universität Bonn.
Teil des Forums sind knapp unter 10 gemischte Ensembles, darunter mehrere Orchester, Chöre, eine Big Band. Leiter des Forums Musik ist seit 2014 Universitätsmusikdirektor Jörg Ritter.

## Geschichte
Maßgeblich für die Entwicklung des Forums Musik war die Gründung des Collegium Musicum Bonn, welche am 18. November 1953 durch den Musikwissenschaftler Emil Platen an der Universität Bonn erfolgte und zunächst vom Ordinarius für Musikwissenschaft Joseph Schmidt-Görg geleitet wurde. Fünf Jahre später übernahm Platen die Leitung des dazugehörigen Orchesters, 1963 wurde er zum „Akademischen Musikdirektor“ ernannt.
In den späten 1960er Jahren entstand in der Nähe des Kellertheaters im Haus Am Hof 7 ein großer Proberaum für das Collegium musicum. Neben dem Atelier für Kunsterziehung gehörte der Neubau zur Gesamtuniversität.
Von 1990 bis 2012 war Walter L. Mik Akademischer Musikdirektor. Nachdem dessen Nachfolger André Kellinghaus nach zweijähriger Tätigkeit das Collegium musicum verließ und sich Rektorat und studentische Vertreter nicht auf eine Nachfolge einigten, hat die Universitätsleitung einen neuen Universitätsmusikdirektor bestellt. Wie schon länger geplant, wurde in diesem Zuge das Collegium musicum aufgelöst und für dessen Aufgabenbereich ein neues Institut – das „Forum Musik und Tanz“ – im Verantwortungsbereich des Kulturforums geschaffen. Orchester und Chor des Collegium musicum Bonn waren nicht zur Zusammenarbeit mit einem von ihnen nicht mitgetragenen Dirigenten bereit und führten ihre Arbeit zunächst außerhalb des neugegründeten Forums fort. Seit 2016 sind wieder alle Ensembles unter dem Dach des „Forum Musik und Tanz“ versammelt. Im Jahr 2019 spaltete sich das Ballettstudio vom Forum ab und gliederte sich dem Unisportangebot an; seither arbeitet das Institut als Forum Musik der Universität Bonn eigenständig für die musikalischen Ensembles der Universität.

## Ensembles(nach Eintrittsjahr)

### Orchester des Collegium musicum Bonn
Nach Auflösung des Collegium Musicum Bonn als zentrale Betriebseinheit der Universität und die fehlgeschlagene Neubesetzung der Leitung von Chor und Orchester im Jahr 2014, entschieden sich die Ensembles dennoch, den Namen weiter zu behalten. Das sogenannte Orchester des Collegium musicum Bonn besteht heute aus etwa 60 Studierenden und wird derzeit von Yoorina Bae geleitet.

#### Geschichte
Nach der Abspaltung von der Universität konnten die damals 140 Mitglieder von Chor und Orchester ab dem 1. April 2014 nicht mehr in der Universität proben. Das Orchester stand kurz vor der Auflösung. Während die Camerata musicale, die Big Band, der Jazzchor und das Akademische Orchester der Universität weiter proben konnten, organisierten die Mitglieder des Chors und des Orchesters neben Protestaktionen unter dem Slogan der Initiative „Generalpause – nein danke“ ihren Probenbetrieb in Eigeninitiative; das Orchester in der Aula des Ernst-Moritz-Arndt-Gymnasiums und der Chor in der Aula des Clara-Schumann-Gymnasiums. Als Dirigenten wurden Ansgar Eimann und Andreas Winnen verpflichtet. Finanziell wurden die Ensembles unterstützt vom AStA der Universität Bonn und der Gesellschaft zur Förderung des studentischen Musizierens Bonn. Unter anderem gab es ein Benefizkonzert in der Bonner Kreuzkirche. Rektor Jürgen Fohrmann, der das Auswahlverfahren über die Nachbesetzung des Akademischen Musikdirektors nach den Differenzen zwischen Rektorat und studentischen Vertretern selbst in die Hand genommen hatte, zeigte sich „überrascht vom aggressiven Ton und dem Grad der Unfairness“ gegenüber dem von ihm vorgeschlagenen Kandidaten. Chor und Orchester des Collegium musicum traten zum Sommersemester 2016 mit eigenen Leitern dem Forum Musik und Tanz der Universität Bonn bei und musizieren nun wieder innerhalb der Universität. Im Jahr 2023 feierte das Orchester sein 70-jähriges Bestehen.
Als erste westliche Studierendengruppe gastierte das Ensemble 1966 in Rumänien, war 1985 in Brunei zu hören und wurde im Jahr 2000 als weltweit erstes Orchester nach Nordkorea eingeladen. In den letzten Jahren ging es für das Orchester zwei Mal nach Italien, 2019 nach Montepulciano sowie 2023 nach Bergamo.
Vom Wintersemester 2017/18 an leitete Michael Barth (* 1970), Musiklehrer am Friedrich-Ebert-Gymnasium, das Orchester, bis es im Sommer 2022 von Rebekka Zastrow übernommen wurde. Seit dem Wintersemester 2024/25 ist Yoorina Bae Dirigentin des Orchesters des Collegium musicum Bonn.

#### Diskografie
- 1974 mit der Canberra Choral Society: Mozart – Solemn Vespers and excerpts from The Mass In C Minor. (LP; CTSE)
- 1994: Musik aus der Gründungszeit der Universität Bonn. (CD; Christoph A. Noll, Mülheim-Kärlich)[15]
- 1997: Musik in der Universität Bonn. (CD; Nils Heider, Hennef; Musik Produktion Mobil (MPM))[16]

### Chor des Collegium musicum Bonn
Der Chor des Collegium musicum Bonn besteht aus ungefähr 120 aktiven Mitgliedern. Von 2014 bis 2023 leitete Ansgar Eimann (* 1969) das Ensemble. Seit dem Wintersemester 2023/2024 hat Barbara Buncic die künstlerische Leitung inne. Der Chor reiste zu Auftritten bereits in die Vereinigten Staaten, nach Brasilien, Polen, Italien, Frankreich und Tschechien.

### Uniorchester Bonn – Camerata musicale
Das Uniorchester Bonn – Camerata musicale wurde 1969 von Gisela Mettig (geb. Weyres) und Uwe Schmelter als Camerata musicale gegründet. Das zunächst als Kammerorchester gedachte Ensemble wuchs schnell zu einem Sinfonieorchester heran. Von 1971 bis 1987 leitete der Musikwissenschaftler Rainer Cadenbach die Camerata musicale. 1987 bis 2008 stand das Orchester unter der Leitung des Musikpädagogen Michael Küßner. Seit dem Wintersemester 2008/09 leitet der Dirigent Martin Kirchharz das mittlerweile größte studentische Sinfonieorchester des Forums Musik und Tanz. Aufgrund der Größe entschied man sich, den Namen durch das vorgesetzte „Uniorchester Bonn“ zu erweitern, den traditionellen Namen aber stets mitzuführen.
Zahlreiche Kooperationen kennzeichnen den Weg des Ensembles. 2006 wurde beispielsweise bei den internationalen Stummfilmtagen der Film L’Assassinat du duc de Guise mit Musik von Camille Saint-Saëns live begleitet. 2018 kooperierte man mit der Kinderuni Bonn und veranstaltete eine Kinderkonzertreihe. Sprecher der Geschichte zu Peter und der Wolf war Norbert Blüm. Die internationale Konzerttätigkeit konnte das Orchester 2019 mit einer Reise zur Partneruniversität St. Andrews in Schottland und einem Konzert in der dortigen Younger Hall fortsetzen. Im Auftrag des Rektorats der Universität Bonn gab das Orchester das Konzert, um den Beginn einer neuen strategischen Partnerschaft zwischen den beiden Universitäten zu feiern.

### Jazzchor der Uni Bonn
Der Jazzchor der Uni Bonn wurde 1995 gegründet und setzt sich überwiegend aus Studierenden aller Fachrichtungen der Rheinischen Friedrich-Wilhelm-Universität zusammen, die in einem Auswahlverfahren ausgesucht werden. Lange Zeit stand der Chor unter der Leitung des schottischen Organisten, Chorleiters und Kirchenmusikers Fraser Gartshore. Seit 2012 leitet Jan-Hendrik Herrmann den Jazzchor. Der Chor wurde 2017 über die Grenzen der Stadt Bonn durch die WDR-Fernsehproduktion „Der beste Chor im Westen“ bekannt. Diesen NRW-weiten Chorwettbewerb schloss der Jazzchor der Uni Bonn als Zweitplatzierter ab. Das Preisträgerkonzert in der Kölner Philharmonie bestritt man dennoch. Des Weiteren ist der Jazzchor der Universität Bonn beim 10. Deutscher Chorwettbewerb in Freiburg im Mai 2018 mit 24 von 25 Punkten mit dem ersten Preis in der Kategorie „Populäre Chormusik a-cappella“ ausgezeichnet worden. Außerdem hat der Jazzchor der Uni Bonn im Juni 2019 den ersten Platz beim internationalen Chorwettbewerb im Rahmen des Aarhus Vocal Festival 2019 gewonnen. Anlässlich zum 25-jährigen Bestehen publizierte das renommierte Ensemble seine erste Produktion eines CD-Albums mit dem Titel „Favorites“.

### Big Band
Die Big Band der Uni Bonn wurde 2002 vom Bonner Jazzposaunisten und Bandleader Oliver Pospiech ins Leben gerufen. Sie setzt sich aus Studierenden der Universität Bonn und weiteren jazzinteressierten Musizierenden zusammen. 2011 gewann die Big-Band einen ersten Preis beim Deutschen Orchesterwettbewerb. Gemeinsame Projekte mit Jazzlegenden wie Jiggs Wigham und die Einspielung einer, von Oliver Pospiech stammenden Jazzversion des Requiems von Wolfgang Amadeus Mozart im Jahr 2006 machten die Band in der Jazzszene sehr bekannt.
2018 initiierte man anlässlich des 200. Jubiläums der Rheinischen Friedrich-Wilhelm-Universität das erste deutsche Uni-Big-Band-Festival. Teilnehmende Big-Bands kamen von den Universitäten Köln, Leipzig, Siegen, Kaiserslautern und Bonn.

### hofgartenORCHESTER
Das hofgartenORCHESTER setzt sich aus über 60 aktiven und ehemaligen Studierenden aller Fakultäten der Universität Bonn zusammen sowie Dozenten. Mitte der achtziger Jahre gründeten Medizinstudierende das hofgartenORCHESTER als Kammerensemble zur Umrahmung einer Emeritierungsfeier. Seit dem Wintersemester 2022/23 wird das mittlerweile voll besetzte Sinfonieorchester von Javier Álvarez Fuentes (* 1993) geleitet. Seit 2018 ist das hofgartenORCHESTER Bestandteil des Forums.

### Vokalensemble des Collegium musicum Bonn
Das Vokalensemble, das vorwiegend A-cappella-Musik zur Aufführung bringt, besteht aus circa 30 Mitgliedern und wurde 2017. Konzertreisen führten das Ensemble bereits nach Luxemburg und Frankreich. Die künstlerische Leitung hat seit der Gründung des Vokalensembles Ansgar Eimann inne.

### Weitere Ensembles(nach Alphabet)
- CampusBrass (Leitung Jörg Ritter)
- Kammerchor an der Universität Bonn (Leitung Anna Goeke)
- Kammerorchester (Leitung Jörg Ritter)
- UniVox (Leitung Jörg Ritter)
- VocalCluster (Leitung Jörg Ritter)

### Assoziierte Ensembles

#### Akademisches Orchester
Das Akademische Orchester Bonn wurde 1985 als Zusammenschluss ehemaliger Mitglieder des Orchesters des Collegium musicum gegründet, die nach Abschluss ihres Studiums ihre langjährige Orchesterpraxis fortsetzen wollten. Das Akademische Orchester ist ein assoziiertes Ensemble des Forum Musik und Tanz. Unter den zahlreichen Gastdirigenten des akademischen Orchesters sind u. a. Michael Denhoff, Emil Platen, Walter L. Mik, Timm Tzschaschel, Reiner Schuhenn, Johannes Stert, Christopher Sprenger u. v. m. Derzeit ist Daniel Johannes Mayr für die künstlerische Leitung verantwortlich.

#### Akademisches Blasorchester Bonn
Zum Wintersemester 2023/24 wurde von Bonner Studenten das Akademische Blasorchester ins Leben gerufen, das während des Semesters wöchentlich probt. Die Leitung haben zunächst die Posaunisten Oliver Pichl und Lukas Bonstein übernommen. Im Fokus stehen Originalkompositionen und Arrangements für vollbesetztes Blasorchester. Das Ensemble ist formal nicht Teil des Forum Musik, wird aber von dort unterstützt.

## Ballettstudio
Die Rheinische Friedrich-Wilhelms-Universität Bonn ist die einzige wissenschaftliche Hochschule Deutschlands, die ein eigenes Ballettstudio betreibt. Schon 1819, ein Jahr nach der Gründung der Universität Bonn wurde angekündigt, dass „für Unterricht in der Tanzkunst ehestens gesorgt seyn“ wird. Damals wurden die Tanzaktivitäten vom Akademischen Tanzmeister Gabriel Radermacher geleitet.
Zum Wintersemester 1966/67 gründete Eberhard Gockel gemeinsam mit dem späteren ARD-Tagesthemen Moderator Ulrich Wickert das Ballettstudio. Seitdem ist es Bestandteil des Studium universale. Seit 1974 ist Iskra Zankova künstlerische Leiterin des Studios, das in Zusammenarbeit mit dem Bonner Hochschulsport Lehrveranstaltungen für alle Niveaaustufen anbietet. Die Lehrveranstaltungen werden von Nadia Azzam-Trombin und Catharina Gadelha-Bach durchgeführt. Die musikalische Leitung obliegt dem US-amerikanischen Pianisten Paul Rey Klecka.
Zahlreiche Kooperationen und Choreografien mit den Bonner Hochschulensembles kennzeichnen den künstlerischen Weg des Ballettensembles.
Seit 2015 war das Ballettstudio organisatorisch im ehemaligen „Forum Musik und Tanz“ integriert. Nach vier Jahren der Zusammenarbeit gliederte es sich 2019 dem Unisport der Universität Bonn an.